# Francisco de Sá de Miranda
Francisco de Sá de Miranda (født 28. august 1481 i Coimbra, død 17. maj 1558 i Amares) var en portugisk digter. 
Sá de Miranda besøgte universitetet i Lissabon, hvor han studerede jura og desuden dyrkede humanistiske studier. 1521—26 rejste han i Spanien og Italien og stiftede ved sin hjemkomst en italiensk-portugisisk digterskole. Sine sidste år tilbragte han på sit landsted, Quinta da Tapada ved Ponte de Lima, hvor han samlede de unge digtere om sig og hjalp dem med råd og dåd. Med Sá de Miranda begynder renaissancen i den portugisiske litteratur, idet han indførte de klassisk-italienske digtformer (canzone, sonet, terzine og ottave) i litteraturen. Hans første forsøg i denne retning er et bukolisk digt, Fabula do Mondego (1529), der er skrevet på spansk. Den italienske påvirkning træder navnlig frem i to lystspil på portugisisk prosa, Os dous Vilhalpandos (1560) og Os Estrangeiros (1569), hvor skuepladsen er henlagt til Italien. Størst indflydelse fik Sá de Miranda dog på lyrikken gennem sine sonetter og idyller, frie efterligninger af italienske mønstre. I øvrigt har han også forsøgt sig i den nationale digtning, og hans satiriske breve læses endnu med interesse. Sá de Mirandas poetiske værker udkom i Lissabon 1595 og er siden mange gange optrykte. En kritisk udgave (Halle 1886) skyldes Carolina Michaëlis de Vasconcellos.